# Nathan Oliveira
Nathan Oliveira (19 de dezembro de 1928 - 13 de novembro de 2010) foi um pintor, gravador e escultor norte-americano, nascido em Oakland, Califórnia, filho de imigrantes portugueses. Oliveira já foi alvo de quase uma centena de exposições individuais desde o final dos anos 1950, para além de ter sido incluído em centenas de exposições coletivas em importantes museus e galerias de todo o mundo. Ele ensinou arte em estúdio por várias décadas na Califórnia, começando no início dos anos 1950, quando lecionou no California College of Arts and Crafts (agora California College of the Arts) em Oakland. Depois de servir como Artista Visitante em várias universidades, ele se tornou Professor de Studio Art na Universidade de Stanford.
Em 1999 Nathan Oliveira foi distinguido com o Grau de Distinção de “Comandante” na “Ordem do Infante D. Henrique”, atribuído pelo Presidente de Portugal e pelo Governo Português, pelas suas realizações artísticas e culturais.
Em 2002 foi inaugurada "The Art of Nathan Oliveira", uma importante retrospectiva itinerante da sua obra organizada pelo Museu de Arte de São José e com curadoria convidada de Peter Selz. A exposição foi acompanhada por uma monografia, Nathan Oliveira, de Selz, com uma introdução de Susan Landauer e um ensaio de Joann Moser, publicado pela University of California Press.

## Estilos, assuntos e mídia
Embora Oliveira seja frequentemente associado ao Movimento Figurativo da Bay Area, ele era esteticamente independente. Ele sentiu que suas pinturas também foram fortemente influenciadas pela obra de Willem de Kooning, Alberto Giacometti e Francis Bacon. Antes e durante seus anos na faculdade de arte, ele viu e foi influenciado por retrospectivas dos mestres expressionistas europeus Oskar Kokoschka, Edvard Munch e Max Beckmann no MH de Young Memorial Museum. Certa vez, afirmou: "Não faço parte da vanguarda. Faço parte da garde que vem depois, assimila, consolida, refina".
Oliveira estabeleceu uma reputação desde cedo por suas representações de figuras isoladas pintadas em um estilo improvisado. Com o tempo, seus temas e estilo variaram tremendamente, enquanto ele criava imagens de animais, aves de rapina, cabeças humanas, máscaras, nus e naturezas mortas de objetos fetiche. Oliveira desenvolveu também uma série de "sites" que contavam a história de uma cultura inventada com características xamânicas. A maioria das pinturas do artista são figuras humanas de cores vivas, mas sombrias, ou obras expressionistas abstratas que vagamente lembram paisagens marinhas mar de 1959, na coleção do Museu de Arte de Honolulu, é um exemplo dessas paisagens marítimas quase abstratas.
Durante sua vida, Oliveira realizou trabalhos notáveis em uma ampla gama de mídias, incluindo pinturas a óleo, pinturas acrílicas sobre papel, desenhos a tinta, carvão e lápis, litografias, águas-fortes, pôsteres e esculturas em argila, cera e bronze. Oliveira destacou-se especialmente pelo seu trabalho em meio monótipo, no qual impressões únicas são feitas a partir de uma pintura executada em chapa de metal. Ele também era um escultor talentoso. Um levantamento dos bronzes de Oliveira foi realizado no Palo Alto Art Center em 2008. Seu trabalho está na Coleção di Rosa.

## Prêmios
- 1999 Grau de Distinção de “Comandante” na “Ordem do Infante D. Henrique” atribuído pelo Presidente da República e pelo Governo português.
- 1996 Doutor Honorário em Belas Artes, Honoris Causa, San Francisco Art Institute, San Francisco.
- California Society of Printmakers homenageia Nathan Oliveira por sua distinta realização artística.
- Eleito em 1994, Academia Americana de Artes e Ciências, Cambridge.
- Membro eleito da Academia (Fellow), American Academy of Arts and Letters, Nova York.
- 1992 Ann O'Day Maples Professora Emérita em Artes, Universidade de Stanford.
- 1988 Ann O'Day Maples Professora de Artes, Cadeira Dotada, Universidade de Stanford.
- 1985 Acadêmico, Artes Gráficas, National Academy of Design , Nova York.
- 1984 Academy Institute Award in Art, American Academy e Institute of Arts and Letters, New York.
- 1982 Membro Eleito, National Academy of Design, New York.
- 1974 National Endowment for the Arts, Individual Artist Grant.
- 1968 Doutor em Belas Artes, Honoris Causa, California College of Arts and Crafts, Oakland.
- 1963 - 1964 Tamarind Lithography Fellowship, Los Angeles.
- 1963 Prêmio Especial Arte Actual de America y España, Madrid.
- 1959 Norman Wait Harris Bronze Medal, Art Institute of Chicago , Chicago.
- Bolsa John Simon Guggenheim de 1958.
- Concessão da Fundação Louis Comfort Tiffany de 1957.

## Literatura
- Selz, Peter, Nathan Oliveira, 256 páginas (em inglês), Los Angeles 2002, ISBN 0620231016